# Mesza

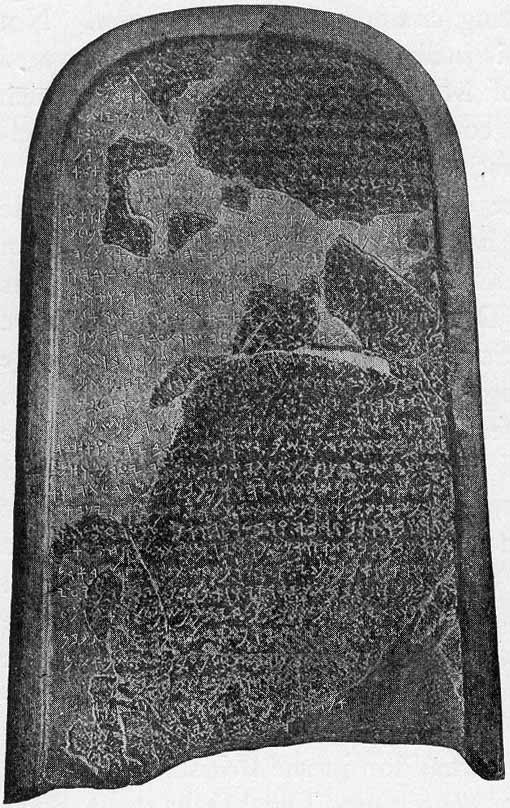
Stela Meszy

Mesza (hebr. מֵישַׁע; moab. 𐤌𐤔𐤏 MŠ) – król Moabu z IX wieku p.n.e. Głównymi źródłami na temat jego życia i panowania są Stary Testament oraz bazaltowa stela nazwana od jego imienia.

## Życiorys

### Relacja biblijna
Mesza występuje w biblijnej Drugiej Księdze Królewskiej. Opisany jest tam jako lennik króla izraelskiego Achaba, płacący mu trybut w wysokości stu tysięcy owiec oraz wełny ze stu tysiąca baranów. Po śmierci Achaba moabicki władca zbuntował się przeciwko jego następcy – Joramowi. Ten wyprawił się na Meszę w sojuszu z królem judzkim Jozafatem oraz władcą Edomu. Przeprawiwszy się przez terytorium Edomu, uderzyli na Meszę od południa, jednak podczas siedmiodniowej wędrówki przez pustynię zabrakło im wody. Od śmierci z pragnienia uratował ich prorok Elizeusz, nakazując wykopać rowy, które w cudowny sposób napełniły się wodą. Mesza został pobity przez najeźdźców i oblężony w twierdzy Kir-Chareszet. Niemogący wyrwać się z oblężenia władca Moabu złożył swojego pierworodnego syna w ofierze bogu Kemoszowi. Przerażeni tym czynem Izraelici wycofali się z walki i wrócili do swojego kraju.

### Stela Meszy
W 1868 r. w miejscowości Dibon, w dzisiejszej Jordanii, odnaleziona została bazaltowa stela. Dokument ten został spisany w języku moabickim, przy pomocy alfabetu paleohebrajskiego. Ocenia się, że stela została wykonana ok. 850–830 r. p.n.e.
Na kamiennej steli Mesza opisany jest jako władca Moabu, syn króla Kemoszmeleka, który panował nad Moabitami przez trzydzieści lat. Większość tekstu mówi o zwycięskiej wojnie toczonej przez Moab z Królestwem Izraela. Informacje przytaczane przez dokument bardzo licznie pokrywają się z relacją starotestamentową.
Stela Meszy wymienia m.in. króla izraelskiego Omriego, imiona bogów – Kemosza oraz Jahwe, a także liczne nazwy geograficzne zgodne z Biblią.